# Cordicollis rufescens
Cordicollis rufescens is een keversoort uit de familie snoerhalskevers (Anthicidae). De wetenschappelijke naam van de soort is voor het eerst geldig gepubliceerd in 1908 door J. Müller.